# Błąd z próby
Błąd z próby (inaczej błąd losowy, ang. sampling error) – pojęcie z zakresu statystyki, oznaczające wielkość błędu jaki pojawi się w czasie szacowania wartości zmiennej w populacji na podstawie wartości tej zmiennej w próbie wylosowanej z tej populacji.
Błąd z próby szacuje się uwzględniając 3 czynniki: (szacowany) parametr populacji, błąd standardowy oraz wielkość próby.
Określając błąd z próby zawsze należy podać dwie liczby: poziom ufności oraz przedział ufności. 

## Przykład zastosowania
Chcemy oszacować jaki procent Polaków cierpi na różnego rodzaju alergie. Przebadanie wszystkich Polaków jest niewykonalne, ale możemy oszacować parametr populacji (w tym przypadku odsetek alergików w populacji) na podstawie odsetka alergików w losowo dobranej próbie 1600 Polaków. Załóżmy, że w próbie dokładnie 50% osób stwierdziło, że cierpi na alergię. Błąd z próby obliczamy następująco:
Krok 1: Określamy jaki poziom ufności chcemy zastosować np. 68%, 95% czy 99,9%. 
Krok 2: Obliczamy błąd standardowy.
Błąd standardowy wyniósł 1,25% i został wyliczony ze wzoru: błąd standardowy = √(p*q):n=√(50*50):1600=√2500:1600=√1,5625=1,25, 
gdzie p to proporcja alergików w próbie (50%),  proporcja osób nie będących alergikami w próbie q=1-p (100%-50%=50%), zaś n to wielkość próby (1600 osób).
Krok 3: Wyznaczamy przedział ufności. To, jaki będzie przedział ufności jest zdeterminowane przez wybrany nas wcześniej poziom ufności (czy wybraliśmy 68%, 95% czy 99,9%) oraz przez wielkość błędu standardowego. 
Z rachunku prawdopodobieństwa wiemy, że prawdziwa wielkość w populacji nie różni się od wyniku w próbie:
a) o więcej niż plus minus 1 błąd standardowy przy założeniu 68% poziomu ufności,
b) o więcej niż plus minus 2 błędy standardowe przy założeniu 95% poziomu ufności,
c) o więcej niż plus minus 3 błędy standardowe przy założeniu 99,9% poziomu ufności.
Wybraliśmy 95-procentowy poziom ufności. To oznacza plus minus 2 błędy standardowe od wartości w próbie (odsetek alergików 50%). 
W związku z tym przedział ufności będzie wynosił od 47,5% do 52,5%. 
Krok 4. Podajemy oszacowanie błędu z próby: Jeśli dokładnie 50% osób w próbie stwierdzi, że cierpi na alergię, to możemy stwierdzić, że z 95%-procentową pewnością (poziom ufności) odsetek alergików w całej populacji Polaków mieści się w przedziale od 47,5% do 52,5% (przedział ufności). 